# Cahuarano
El cahuarano (també anomenada moracano) pertany a la família zaparoana. Es troba en greu perill d'extinció, o tal vegada completament extinta.
Es considera als cahuaranos descendents dels antics moracanos, que habitaven en el curs mitjà del riu Nanay. Günter Tessmann [1930] va realitzar una estimació de 1000 moracanos en 1925. Usant com a base de comparació el vocabulari recollit per Tessmann, Wise [1999] considera el cahuarano com un dialecte de l'iquito.

## Distribució geogràfica
Els cahuaranos viuen en forma dispersa en les capçaleres del riu Nanay, província de Maynas, regió de Loreto, Perú. El seu territori tradicional es trobava al nord-oest de l'actual ciutat d'Iquitos.

## Nombre de parlants
Tant Solís [1987] com Gordon [2005] donen una xifra de 5 parlants en 1976. En l'actualitat, la llengua podria estar extinta, i tots els seus antics parlants haurien adoptat el castellà. Aquest és part del vocabulari recollit per Tessmann:
| català | Tessman  |
| ------ | -------- |
| ull    | poí-nami |
| dent   | puöka    |
| sol    | nianamí  |
| blanc  | musiténa |
| dona   | itémo    |